# Dvorní balet

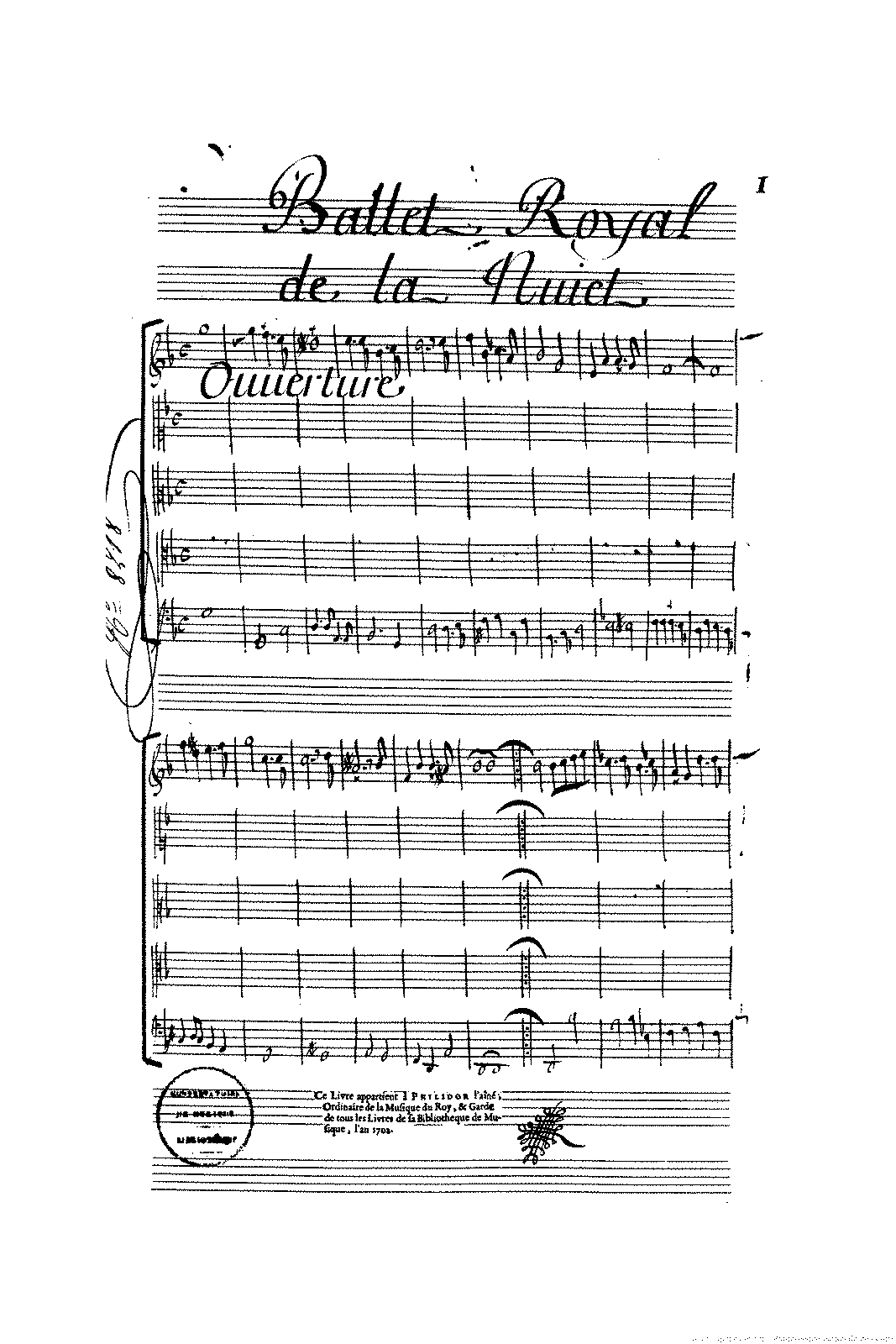
Titulní strana Baletu noci

Dvorní balet (francouzsky ballet de cour), komedie-balet (francouzsky comédie-ballet), opera-balet (francouzsky opéra-ballet) a hrdinský balet (francouzsky ballet héroïque) jsou blízce příbuzné dramatické žánry, které vznikly a rozvíjely se od konce 16. století na francouzském královském dvoře.

## Charakteristika
Objevují se v nich hudební i baletní čísla. Za hlavního představitele žánru komedie-balet se považuje hudební skladatel Jean-Baptiste Lully, který spolu s dramatikem Molièrem žánr přivedl k vrcholu v díle Měšťák šlechticem (1670). Opera-balet s větším důrazem na hudební, zpěvnou složku vznikla roku 1697, kdy André Campra uvedl operu L'Europe galante na libreto A. H. de La Motteho. Hrdinský balet, usilující o větší dějovou jednotu, pak nastoupil ve dvacátých letech 18. století.